# Lex Manlia
Droit romain et lois romaines
La Lex Manlia du vingtième sur le prix des esclaves affranchis (Lex Manlia de vicesima manumissionum) est une loi romaine présentée et votée en 357 av. J.-C.
Cnaeus Manlius Capitolinus Imperiosus, consul de l'année 357 av. J.-C., rassemble son armée par tribu dans son camp, à Satricum (au sud de Rome), et leur présente un projet de loi : un nouvel impôt sur chaque esclave qu'on affranchit. Ses troupes, assemblées en comices tributes, votent la loi, que le sénat approuvera. Cette mesure apporte un nouveau revenu considérable au trésor public qui en a grandement besoin.
Ce nouveau revenu est versé au trésor sacré, dans lequel on ne puise que pour les dangers extrêmes. Ce sera le cas en 209 av. J.-C. notamment, lors de la deuxième guerre punique.

## Sources